# Kazilamihunda
Kazilamihunda – miasto w zachodniej Tanzanii w regionie Kigoma. Liczy 136 288 mieszkańców.